# Inodrillia ino
Inodrillia ino é uma espécie de gastrópode do gênero Inodrillia, pertencente a família Horaiclavidae.